# Bernlohe (Brand)
Bernlohe ist eine dorfähnliche Siedlung auf der Gemarkung Brand im oberpfälzischen Landkreis Tirschenreuth.

## Geografie
Die Siedlung wurde bisweilen auch als Dorf bezeichnet. Sie liegt im Südwesten des Fichtelgebirges und grenzt praktisch an die oberfränkische Gemeinde Nagel an, deren Gemeindegrenze etwa 200 Meter nordöstlich des Bernloher Ortsrandes liegt. Bernlohe ist ein Gemeindeteil von Brand und liegt einen Kilometer nordnordöstlich vom Gemeindesitz.

## Geschichte
Das bayerische Urkataster zeigt das Ortsgebiet der heutigen Siedlung noch als größtenteils unbebautes Terrain, auf dem sich nur ein einzelnes Anwesen mit der Hausnummer 1 befindet und etwa einhundert Meter östlich davon zwei direkt aneinander angrenzende Gehöfte liegen. Die von diesen beiden heute nicht mehr existierenden Höfen gebildete Einöde trug damals den Namen „Bernlohe“, was dem später entstandenen Ortsteil den Namen gab. Seit dem bayerischen Gemeindeedikt von 1818 gehört das Gebiet der Siedlung zur politischen Gemeinde Brand, die nunmehr aus sieben Orten besteht.
| Jahr          | 001875 | 001885 | 001900 | 001925 | 001950 | 001961 | 001970 | 001987 |
| Einwohnerzahl | 39     | 53     | 56     | 48     | 41     | 59     | 67     | 59     |